# Batman et les Monstres
Batman et les monstres (Batman and The Monster Men) est un comics américain en six numéros édité par DC Comics en 2006. C'est la première partie de la série Dark Moon Rising de Matt Wagner qui présente des versions étendues et modernisées d'histoires de Batman de l'Âge d'Or, plus précisément de Professor Hugo Strange and the Monsters tiré de Batman no 1 de 1940,.

## Synopsis
Le massacre des plus célèbres gangsters de la ville laisse à penser qu'un danger encore plus grand menace la population. Un danger que Batman, promu protecteur de Gotham, ne semble pas en mesure d'écarter. Des hommes qui ont subi d'horribles mutations dévorent de la chair humaine : le chevalier noir pourra-t-il arrêter ce carnage ?

## Personnages
- Batman/Bruce Wayne
- Capitaine James Gordon
- Hugo Strange
- Salvatore Maroni
- Alfred Pennyworth
- Julie Madison
- Norman Madison

## Continuité
L'histoire et sa suite, Batman et le Moine fou, se déroule entre Batman : Année Un et Batman: The Man Who Laughs. Jim Gordon vient d'être promu Capitaine et Edward Grogan vient de remplacer Gillian Loeb au poste de Commissaire.
Au lieu d'être actrice comme son incarnation de l'Âge d'or, Julie Madison est une étudiante en droit fraîchement diplômée. 

## Publications

### Éditions françaises
- 2007 : Batman et les monstres (Panini Comics, collection DC Heroes) : première édition française  (ISBN 978-2-8094-0002-1).
- 2017 : Batman et les Monstres (Urban Comics, collection DC Deluxe) : édition regroupant Batman and The Monster Men et Batman and the Mad Monk  (ISBN 979-1-0268-1288-3).